# 皮蘭庫山 (錫瓦斯省)
8°28′28″S 77°26′15″W / 8.47444°S 77.43750°W
皮蘭庫山（Pilanku），是秘魯的山峰，位於該國北部安卡什大區的錫瓦斯省，由阿方索烏加爾特區和瓦伊利亞班巴區負責管轄，屬於布蘭卡山脈的一部分，海拔高度4,200米。